# Аустралијски теријер
Аустралијски теријер (енг. Australian Terrier) је одличан радни пас, али и пратилац, пореклом из Аустралије. Привржен је свом власнику, енергичан и радознале природе. Висина ове пасмине је око 25 цм, а женке су мало ниже. Што се тиче тежине, мужјаци су тешки око 6.5 кг, а женке мало мање.

## Историја
Сматра се да аустралијски теријер потиче од пса познатог као оштродлаки теријер, који је сродник старог шкотског пса Велике Британије. Истраживачи пасмина су малтене постигли консензус да је овај теријер укрштан са другим британским теријерима који су доведени у Аустралију, укључујући претечу данди динмонт теријера, скај теријера, јоркширског теријера, црног и тамног теријера. Резултат је снажан и храбар аустралијски овчар.
Пошто су се рани европски насељеници у Аустралији сусрели са тешким временским условима, требао им је снажан, неустрашив пас који може радити по сваком времену. Ова раса је узгајана да истребљује и држи под контролом пацове и змије на обалама, у рудницима злата и међу овцама у забаченим крајевима. Кориштени су као пси чувари, овчари и пратиоци људима који су живели у овим стресним местима.
Аустралијски теријер је прва домаћа пасмина која је призната и изложена у Аустралији. Првобитно је изложен као аустралијски оштродлаки теријер у Мелбурну 1868. године, али је 1897. године преименован у аустралијски теријер.

## Карактеристике пса

### Нарав
Аустралијски теријер је добродушан, весео пас. Енергичан је, интелигентан, нежан и прилагодљив. Такође је и независан, са израженим ловачким инстинктом. Добар је пас чувар који ће лајањем обавештавати ако се неко нађе на његовој територији.

### Општи изглед
Аустралијски теријер је снажан, нисконог пас, прилично дуг у односу на висину гребена. Његова нетримована оштра длака са јасном крагном око врата, која се протежене до грудне кости, и његово дуго, снажно тело подвлаче неустрашив, робустан општи изглед. Очи су мале и овалне. Уши су мале, ношене усправно и шпицасто. Немају дугу длаку, осетљиве су и покретљиве.
Длака на телу састоји се од оштре, полегле, густе покровне длаке дуге око 6 цм и краће, мекше подлаке. Њушка, доњи делови ногу и шапе треба да су слободне од сваке дуге длаке. Боја длаке је плава, челично плава или тамно сиво плава са сатенском ознаком (не боја песка) на личном делу и на ушима, доњим деловима тела, на доњим деловима ногу, на шапама и око чмара. Чуперак на глави је плав, сребрн или је боја длаке на глави у светлијим тоновима.

## Нега и здравље
Аустралијски теријер се мало лиња, а што се тиче неге, потребно му је само свакодневно четкање оштром четком. Пошто има длаку која га штити од неповољних временских прилика, може да живи ван куће, али пошто их доста власника држи у кући, мора им се обезбедити свакодневна физичка активност.
Ово је прилично издржљива и здрава пасмина, и нема неких здравствених проблема. Међутим, ову пасмину могу погодити алергије, катаракта, дијабетес, канцер.
Животни век ове расе је око 15 година.